# Cocula (Jalisco)
Cocula es una localidad del estado mexicano de Jalisco, cabecera del municipio homónimo.  El 26 de junio de 2023 fue nombrada como «Pueblo Mágico» por la Secretaría de Turismo.

## Toponimia
El nombre Cocula, antes Cocollán o Cocolán, se interpreta como «lugar de ondulaciones» o «lugar que se mueve en lo alto».

## Geografía
La ciudad de Cocula se encuentra aproximadamente en la ubicación 20°21′55″N 103°49′19″O / 20.36528, -103.82194, a una altitud de 1343 m s. n. m. La zona urbana ocupa una superficie de 4.733 km².

## Demografía
Según los datos registrados en el censo de 2020, la población de Cocula es de 16 550 habitantes, lo que representa un crecimiento promedio de 1.3% anual en el período 2010-2020 sobre la base de los 14 548 habitantes registrados en el censo anterior. Al año 2020 una densidad poblacional era de 3497 hab/km².
| Gráfica de evolución demográfica de Cocula entre 2000 y 2020      |
|                                                                   |
| Fuente: Instituto Nacional de Estadística Geografía e Informática |

En 2020 el 48.9% de la población (8094 personas) eran hombres y el 51.1% (8456 personas) eran mujeres. El 63.6% de la población, (10 529 personas), tenía edades comprendidas entre los 15 y los 64 años.
La población de Cocula está mayoritariamente alfabetizada, (2.38% de personas mayores de 15 años analfabetas, según relevamiento del año 2020), con un grado de escolaridad en torno a los 9.5 años. 

El 96.3% de los habitantes de Cocula profesa la religión católica.
En el año 2010 estaba clasificada como una localidad de grado bajo de vulnerabilidad social. Según el relevamiento realizado, 4541 personas de 15 años o más no habían completado la educación básica, —carencia conocida como rezago educativo—, y 4949 personas no disponían de acceso a la salud.